# Zračna luka Žilina
Aerodrom Žilina (slk. Letisko Žilina) je međunarodni aerodrom u Slovačkoj. Nalazi kod Donjeg Hričova, desetak kilometara zapadno od Žiline i opslužuje oblast sjeverozapadne Slovačke u kojoj živi oko 1.2 milijuna stanovnika. Aerodrom se koristi za redovan i izvanredni prijevoz, pilotsku obuku u sklopu Žilinskog sveučilišta, potrebe Žilinskog aero-kluba i udruženja amaterskih sportskih pilota, ali i za održavanje aeromitinga i trka motocikala. Danas postoji redovna linija ka Pragu, koju dva puta dnevno obavlja Češka avio-linija pomoću dva aviona ATR 42, s 46 sjedišta.

## Povijest
Napravljen je početkom 1970-ih godina 20. stoljeća, kako bi zamijenio stari aerodrom "Brezovski Majer" (Letisko Brezovský Majer) koji je srušen da bi se omogućilo dalje širenje grada. Prvi let je obavljen 4. svibnja 1972. godine, a službeno je otvoren 2. kolovoza 1974. godine. Iste godine je uvedena i redovna linija Žilina-Prag-Žilina koja je ukinuta 1981. godine, da bi ponovo bila uspostavljena u razdoblju od 1986. do 1990. godine. Aerodrom je u travnju 1991. godine otvoren za izvanredni prijevoz, a redovan promet ka Pragu je opet obavljan u razdoblju od 1997. do 1998. godine, kada je ponovo obustavljen zbog bankrota kompanije koja ga je obavljala (Er Ostrava). Izgradnja novog modernog terminala je započeta 2004. godine kako bi se omogućilo obnavljanje redovnog prometa, koji je na liniji ka Pragu uspostavljen 15. srpnja 2005. godine. Povodom pedesetpetogodišnjice Žilinskog sveučilišta i devedesetogodišnjice zrakoplovstva u Čehoslovačkoj, na aerodromu je 28. lipnja 2008. godine održan aeromiting.

## Statistike
| Statistički podaci aerodroma Žilina | Statistički podaci aerodroma Žilina | Statistički podaci aerodroma Žilina | Statistički podaci aerodroma Žilina | Statistički podaci aerodroma Žilina | Statistički podaci aerodroma Žilina | Statistički podaci aerodroma Žilina | Statistički podaci aerodroma Žilina | Statistički podaci aerodroma Žilina | Statistički podaci aerodroma Žilina |
| ----------------------------------- | ----------------------------------- | ----------------------------------- | ----------------------------------- | ----------------------------------- | ----------------------------------- | ----------------------------------- | ----------------------------------- | ----------------------------------- | ----------------------------------- |
|                                     | 2000.                               | 2001.                               | 2002.                               | 2003.                               | 2004.                               | 2005.                               | 2006.                               | 2007.                               | 2008.                               |
| Broj avio-operacija                 | 14.205                              | 11.477                              | 15.071                              | 12.192                              | 14.253                              | 15.407                              | 11.495                              | 10.971                              | 12.673                              |
| Broj putnika                        | 1.625                               | 1.125                               | 910                                 | 1.680                               | 966                                 | 4.522                               | 10.973                              | 10.720                              | 12.294                              |
| Prevezeni teret (kg)                | 25.569                              | 1.242                               | 6.546                               | 1.464                               | 0                                   | 1.975                               | 8.173                               | 1.234                               | 1.685                               |

## Vanjske poveznice
- Zračna luka Žilina
- Podatci o zračnoj luci za LZZI  Arhivirana inačica izvorne stranice od 26. rujna 2015. (Wayback Machine) na World Aero Data
- Podati o zračnoj luci za LZZI na  Great Circle Mapper
- Popis nesreća u Zračnoj luci Žilina  Arhivirana inačica izvorne stranice od 10. svibnja 2015. (Wayback Machine) na Aviation Safety Network

## Vanjske poveznie
- Službena prezentacija aerodroma Žilina